# Tetracheilostoma breuili
Tetracheilostoma breuili là một loài rắn trong họ Leptotyphlopidae. Loài này được Hedges mô tả khoa học đầu tiên năm 2008.